# Reynoldsovo število
Reynoldsovo števílo [réjnoldsovo ~] (označba Re) je brezrazsežno število, s katerim se v mehaniki tekočin označi tok tekočin. Določeno je kot razmerje, pri katerem v števcu nastopa zmnožek značilne dolžine v prečnem prerezu l (npr. premera krogle, ki se giblje v tekočini, ali premera cevi, po kateri teče tekočina), gostota tekočine ρ in povprečna hitrost gibanja tekočine vs, v imenovalcu pa (absolutna) dinamična viskoznost η:
{\displaystyle \mathrm {Re} ={\frac {l\rho v_{\rm {s}}}{\eta }}\!\,.}
Če se definira kinematično viskoznost ν = η/ρ, se lahko Reynoldsovo število zapiše kot
{\displaystyle \mathrm {Re} ={\frac {lv_{\rm {s}}}{\nu }}\!\,.}
Reynoldsovo število je kriterij podobnosti, s katerim se lahko napove, ali bo tok tekočine laminaren ali turbulenten. V režimu laminarnega toka velja linearni zakon upora, v režimu turbulentnega toka pa kvadratni zakon upora. Za gibanje krogle v tekočini velja, da se ga lahko opiše z linearnim zakonom upora pri Re < 0,5 in s kvadratnim, če velja Re > 1000. V vmesnem območju ne velja noben od omenjenih približkov. Za tok tekočine po ceveh se ocenjuje, da je laminaren pri Re < 2300 in turbulenten pri Re > 2300.
Reynoldsovo število je imenovano v čast angleškemu inženirju in fiziku Osbornu Reynoldsu (1842-1912) in njegovemu delu v hidrodinamiki in hidravliki.

## Podobnost tokov
Dva tokova z enakima Reynoldsovima številoma in enako geometrijo sta podobna. Za tok v modelu in za resnični tok v določenih točkah velja:
{\displaystyle \mathrm {Re} ^{\star }=\mathrm {Re} \;,\quad \quad {\frac {p^{\star }}{\rho ^{\star }{v^{\star }}^{2}}}={\frac {p}{\rho v^{2}}}\!\,.}
Količine označene z * veljajo za tok okrog modela, brez oznake pa za resnični tok. To je uporabno za preskuse s približnimi modeli v vodnem kanalu ali v vetrovniku, kjer se dobi podatke o resničnem toku. V dveh podobnih stisljivih tokovih morata biti enaki tudi pripadajoči Machovi števili.